# Walafrida lacunosa
Walafrida lacunosa là một loài thực vật có hoa trong họ Huyền sâm. Loài này được (Klotzsch) Rolfe miêu tả khoa học đầu tiên năm 1901.